# KK Bosna Sarajevo
El KK Bosna Sarajevo, conegut actualment com a KK Bosna Sarajevo (Košarkaški klub Bosna Royal) és un club de bàsquet de la ciutat de Sarajevo a Bòsnia i Hercegovina.

## Història
El club fou fundat l'any 1951 com a membre de la USD Bosna (Univerzitetsko sportsko društvo Bosna) que era un dels clubs esportius més importants de República Socialista de Bòsnia i Hercegovina. Els millors anys del KK Bosna foren a finals dels 70 i inicis dels 80 quan amb jugadors com Mirza Delibašić aconseguí els seus majors títols (tres lligues i dues copes iugoslaves). A més, el 1979 guanyà la Copa d'Europa de bàsquet.

## Palmarès
- Copa d'Europa
  - Campions (1): 1978–79
- Copa Korać
  - Finalistes (1): 1977–78
- Copa Intercontinental de la FIBA
  - Finalistes (1): 1977–78
- Lliga bosniana
  - Campions (4): 1998–99, 2004–05, 2005–06, 2007–08
  - Finalistes (5): 1997-98, 2003-04, 2006-07, 2008-09, 2016-17
- Copa bosniana
  - Campions (3): 2005, 2009, 2010
- Lliga iugoslava
  - Campions (3): 1977–78, 1979–80, 1982–83
  - Finalistes (1): 1976–77
- Copa iugoslava
  - Campions (2): 1977–78, 1983–84
  - Finalistes (3): 1979-80, 1985–86, 1991–92

## Jugadors destacats
- Mirza Delibašić
- Zarko Varajić
- Ratko Radovanović
- Predrag Benaček
- Svetislav Pešić
- Sabit Hadžić
- Emir Mutapčić
- Predrag Danilović
- Mario Primorac
- Zdravko Radulović